# Dirty Diana

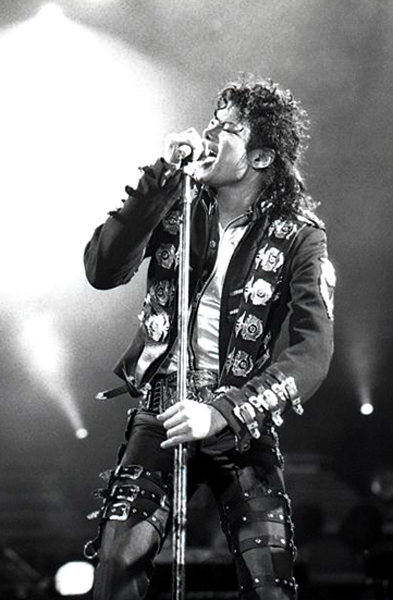
Michael Jackson in 1988

Dirty Diana is een single van het album Bad van de zanger Michael Jackson.
Jackson heeft voor het nummer de voormalig Billy Idol-gitarist Steve Stevens ingehuurd. Om het nummer heen hing een mysterie wie "Vieze Diana" juist was. Speculaties gingen uit dat het Jacksons mentor Diana Ross zou zijn, op wie hij vroeger verliefd was, of een groupie. Quincy Jones bevestigde later dat het om een groupie ging.
Met de single Dirty Diana schreef Jackson geschiedenis door de eerste soloartiest te zijn die uit één album 5 nummer één hits wist te halen.
Dirty Diana werd alleen tijdens de Bad-tour opgevoerd. In het energieke optreden joeg Jackson achter de leadgitariste Jennifer Batten aan.

## Nummerlijst

### Originele uitgave
1. "Dirty Diana" – 4:42
2. "Dirty Diana" (Instrumentaal) – 4:42

### Visionary single
Cd kant
1. "Dirty Diana" - 4:42
2. "Dirty Diana" (Instrumental) – 4:42

Dvd kant
1. "Dirty Diana" (clip)

## Mixes
1. Albumversie 4:52
2. 7" versie 4:41
  - de 7" versie verving op latere uitgaven van het album Bad de albumversie van 4:52
3. Instrumentaal 4:41

## NPO Radio 2 Top 2000
| Nummer met noteringen in de NPO Radio 2 Top 2000 | '09 | '10 | '11 | '12 | '13 | '14 | '15 | '16 | '17 | '18 | '19 | '20 | '21 | '22 | '23 | '24 |
| ------------------------------------------------ | --- | --- | --- | --- | --- | --- | --- | --- | --- | --- | --- | --- | --- | --- | --- | --- |
| Dirty Diana                                      | 303 | -   | 609 | 522 | 502 | 585 | 541 | 386 | 416 | 392 | 524 | 545 | 610 | 616 | 685 | 692 |

1. ↑  Een '-' betekent dat het nummer niet was genoteerd en een vetgedrukt getal geeft de hoogste notering aan.
2. ↑  2009 was het eerste jaar met een notering voor dit nummer.

## Trivia
- In Michael Jacksons autobiografie Moon Walk schreef hij dat hij Dirty Diana wilde opvoeren tijdens een concert in de Wembley Arena. Desalniettemin heeft Jackson het niet opgevoerd omdat hij het gevoel had dat het niet goed zou vallen bij prinses Diana. Zij vertelde later dat Dirty Diana een van haar favoriete nummers was, maar het was te laat om het nummer nog te implementeren in de show.
- Dirty Diana is door de jaren heen weinig gecoverd, toch is er een prominente zanger die zich aan dit nummer heeft gewaagd. Canadese artiest The Weeknd nam in zijn beginperiode (2011) een studioversie op onder de vrij anonieme titel "D.D.".[1]